# Kinnosuke Yorozuya

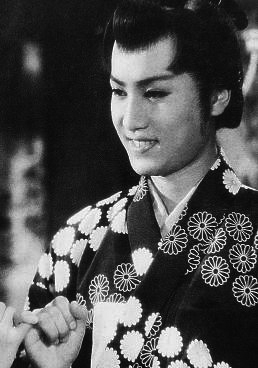
Kinnosuke Yorozuya

Als Oda Nobunaga

Kinnosuke Yorozuya (japanisch 萬屋 錦之介; geboren 20. November 1932 in Tokio; gestorben 10. März 1997 in Kashiwa) war ein japanischer Kabuki- und Filmschauspieler.

## Leben und Wirken
Kinnosuke Yorozuya war der vierte Sohn des Kabuki-Schauspielers Nakamura Tokizō III. (中村 時蔵). 1936 trat er unter dem Namen Kinnosuke Nakamura auf. Sein Filmdebüt war 1954 in „Hiyodori Sōshi“ (ひよどり草紙) – „Notizen des [Singvogels] Hiyodori“, nach einem Roman von Yoshikawa Eiji, mit Hibari Misora in der weiblichen Hauptrolle. Es war die Zeit, als es in der Kabuki-Welt die Tendenz gab, Aktivitäten sowohl in Kabuki als auch in Filmen nicht zuzulassen. Yorozuya entschied sich schließlich für den Film.
Yorozuya trat in zwei populären Geschichtsfilmserien des Filmunternehmens Tōei auf, 1954 als Vater in dem Dreiteiler „Fuefuki dōji“ (笛吹童子) – „Flötenblasende Kinder“, ein Film, der in der Muromachi-Zeit spielt, und von 1954 bis 1955 in „Benikujaku“ (紅孔雀) – „Der rote Pfau“. Das führte zu einem Boom, der zum verehrenden Beinamen „Kin-chan“ führte.
Eine weitere Serie war „Isshin Tasuke“ (一心太助), das war der Beiname des Shōgun Tokugawa Iemitsu. Sie lief von 1958 bis 1963 unter dem Regisseur Sawashima Tadashi (沢島 忠; 1926–2018). Yorozuya spielte eindrucksvoll in dem Fünfteiler „Miyamoto Musashi“, 1961,  in „Hangyakuji“ (反逆児) – „Rebellenkind“, in „Bushidō zankoku monogatari“ (武士道残酷物語) – etwa „eine grauenhafte Bushidō-Erzählung“ 1963, für die Yorozuya 1964 den Blue Ribbon Award in der Kategorie „Bester Hauptdarsteller“ erhielt, in „Furin Kazan“ (風林 火山) 1969, eine Geschichte aus der Sengoku-Zeit über den Daimyō Takeda Shingen, und weiteren Filmen.
Den Namen „Kinnosuke Yorozuya“ führte er erst ab 1972. Er war 1973 bis 1974 erfolgreich mit der Fernsehserie „Kozure ōkami“ (子連れ狼) – „Einsamer Wolf mit Jungtier,“ für die Kazuo Koike die Drehbücher schrieb.